# Dolores LaChapelle

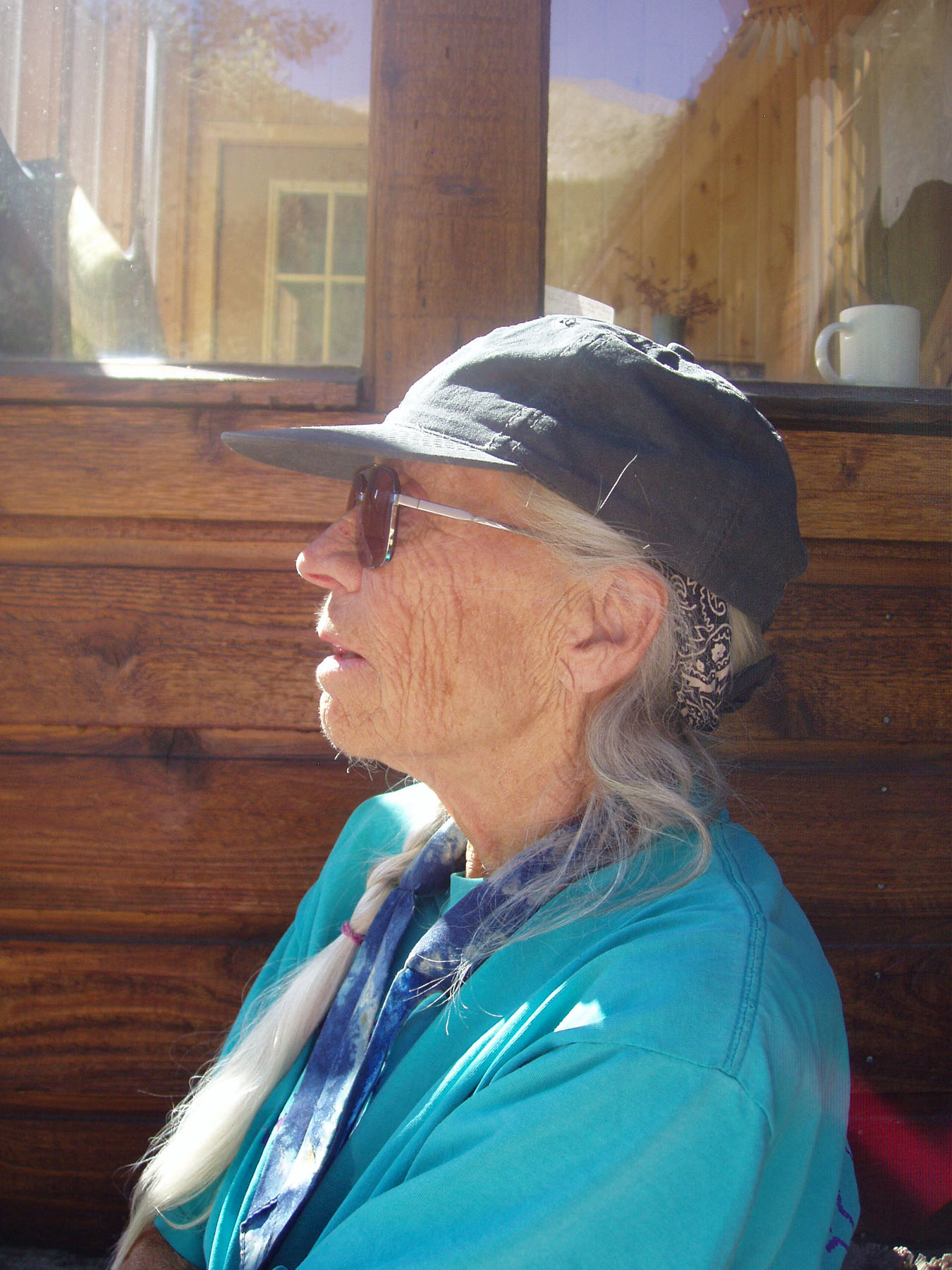
Dolores LaChapelle (2005)

Dolores LaChapelle (geborene Greenwell) (* 4. Juli 1926 in Denver, Colorado, USA; † 21. Januar 2007 in Silverton (Colorado), Colorado, USA) war eine US-amerikanische Bergsteigerin, Extremskiläuferin, Tai Chi-Lehrerin, Kulturwissenschaftlerin und führende Tiefenökologin.

## Leben
Dolores LaChapelle wurde 1926 in Denver, Colorado, geboren und besuchte katholische Mädchenschulen. Sie graduierte 1947 an der University of Denver und erteilte dann drei Jahre lang Skiunterricht in Aspen (Colorado). Nachdem sie 1950 Edward LaChapelle geheiratet hatte, verbrachte sie mit ihm ein Jahr in Davos, Schweiz, ging dann aber zurück in die USA nach Alta (Utah). 1952 gebar sie ihren Sohn Randy in Denver, Colorado (Randy änderte seinen Namen im Erwachsenenalter zu David LaChapelle). Als Familie pendelten sie dreimal jährlich zwischen ihren Häusern und Arbeitsplätzen in Alta, wo sie überwinterten und Randy (David) Hausunterricht erhielt; auf dem Blue Glacier der Olympic Mountains in Washington, wo sie die Sommer verbrachten, und in Kirkland (Washington). Dolores und Ed zogen 1973 nach Silverton, Colorado, weil Ed hier Lawinenforschung durchführte. Später trennten sie sich, obwohl sie ihre Freundschaft und ihre professionelle literarische Gesellschaft aufrechterhielten. Ed lebte Alaska, während Dolores bis zu ihrem Tod in den San Juan Mountains im Südwesten Colorados lebte. Sie betrieb den „Way of the Mountain Center“ von zu Hause als Herausgeberin, Autorin, Tai Chi-Lehrerin, Skifahrerin und Feiern von Zeremonien und Musik.

## Werk / Wirken
1950 wagte sie die erste Skibesteigung des Mount Columbia (Alberta), des zweithöchsten Gipfels der kanadischen Rocky Mountains, und auch des Snow Dome (Kanada), des hydrographischen Höhepunkts des Kontinents.
Dolores LaChapellewar war in erster Linie Tai Chi-Lehrerin, Kulturwissenschaftlerin und führende Tiefenökologin. Das Ausmaß ihrer Forschung umfasste eine komplexe Reihe von Themen, die sie in einer riesigen Bibliothek von Büchern und Artikeln verfolgte. Sie bemerkte und verwies jeden Text in einem so engen Netz von miteinander verbundenen Materialien, dass sie schließlich in ihre Sammlung aufnehmen würde, über ein Dutzend dicke und handgetypisierte Drei-Ring-Binier-Kompendium, die alles miteinander verbinden. Diese seltene Forschung umfasst Hunderte von biographischen Akten, die ein reiches Leben von Bergbesteigen dokumentieren, als sie alle 14K (über 14.000 Fuß) Berge von Colorado Rockies im Alter von 20 Jahren, Briefkorrespondenz mit Autoren und Dichtern wie Gary Snyder und Art Goodtimes und ihre sich überschneidenden Jahre, die mit der Pionierin der Veröffentlichung von Ed LaChapelle verheiratet sind, kletterte. Diese Weisheit wurde in Silverton gespeichert und wartete auf die Gelegenheit für eine bessere Archivierung und Zugänglichkeit bis Juli 2011, als die Steward der Sammlung, Ananda Foley, (Dolores’ Schwiegertochter) ein richtiges Zuhause für diese einzigartige Sammlung mit dem Aspen Center for Environmental Studies arrangierte. Foley hat die biographischen Materialien und Geschichten des Lebens in LaChapelle organisiert. Eine Veröffentlichung dieses Projekts findet sich auf der LaChapelle Legacy Website.
2004 erhielt Dolores LaChapelle den „Ski History Maker“-Award von der University of Utah als eine der zehn Frauen, die in der Geschichte des Skifahrens am prominentesten waren. Von allen Frauen auf ihrem Gebiet, um diese Auszeichnung zu erhalten, war sie laut ihrem engen Freund Peter die „einzige Back-Country-Skifahrerin im Haufen“.
LaChapelle starb am 21. Januar 2007.

## Auszeichnungen und Ehrungen
- 2004: "Ski History Maker"-Award von der University of Utah